# 咼中校
呙中校（1975年—），中国湖北石首人。呙毕业于武汉大学工商管理专业，曾长期从事金融证券研究与企业的资本运营策划，公开发表評論文章多篇。
由于看到深圳当时人才外流，著名企业重心向长江三角洲转移的情景，咼深感作为曾经是经济特区的深圳优势正在渐渐失去，2002年11月以“我为伊狂”的网名在互联网上发表万字长文《深圳，你被谁抛弃》，引起全国上百万网民参与讨论。2003年1月通过媒体穿针引线，与时任深圳市长于幼军面对面对话。
2003年9月与老亨、金心异合力打造因特虎，主持「因特虎网上论坛」及「因特虎双周沙龙」，在网上有“深圳三剑客”之称。2003年12月获年度“网络新锐人物”称号。并与安替、北风、五岳散人等并称为中国十大公民記者。
2004年底，呙中校作为内地专才获邀往香港担任《亚洲周刊》编辑。
2014年5月30日，中國深圳警方宣稱查獲一起非法出版物案件，並對兩名犯罪嫌疑人採取強制措施。香港媒體《蘋果日報》與《星島日報》稱，被捕的是香港《亞洲周刊》前編輯王健民和咼中校。

## 著作
- 《深圳，你被谁抛弃》(2003)
- 《十字路口的深圳》
- 《深圳选择突围》

## 外部連結
- 网络成就未来  弦音心谭-呙中校的博客[永久]